# Suriya
Suriya (Chennai, 23 juli 1975) is een Indiaas acteur die voornamelijk in Tamil films speelt.

## Biografie
Suriya, die werkzaam was in een kleding export bedrijf, had geen interesse om acteur te worden net als zijn vader Sivakumar. Hij had er naar eigen zeggen te weinig zelfvertrouwen en talent voor. De hoofdrol dat hem werd aangeboden in de film Aasai (1995) wees hij dan ook af. Twee jaar later waagde hij toch de gok en maakte hij zijn debuut in Nerrukku Ner. 
Filmproducent Mani Ratnam gaf hem zijn artiestennaam Suriya om verwarring met acteur Saravanan te voorkomen.
Na een moeizame start van zijn carrière als acteur maakte hij zijn eerste stap naar succes met Nandha (2001). In 2003 begon het balletje te rollen, na zijn succesvolle film Kaakha Kaakha scoorde hij meerdere grote hits, wat hem een sterrenstatus bezorgde en hij meegerekend wordt tot een van de grootste acteurs in de Tamil filmindustrie.
Suriya stapte in 2006 in het huwelijksbootje met actrice Jyotika. Zijn broertje Karthi is eveneens filmacteur.

## Filmografie
| Jaar | Film                            | Rol                           | Opmerking                                          |
| ---- | ------------------------------- | ----------------------------- | -------------------------------------------------- |
| 1997 | Nerrukku Ner                    | Suriya                        |                                                    |
| 1998 | Kaadhale Nimmadhi               | Chandru                       |                                                    |
| 1998 | Sandhippoma                     | Vishwa                        |                                                    |
| 1999 | Periyanna                       | Suriya                        |                                                    |
| 1999 | Poovellam Kettuppar             | Krishna                       |                                                    |
| 2000 | Uyirile Kalanthathu             | Suriya                        |                                                    |
| 2001 | Friends                         | Chandru                       |                                                    |
| 2001 | Nandha                          | Nandha                        |                                                    |
| 2002 | Unnai Ninaithu                  | Suriya                        |                                                    |
| 2002 | Shree                           | Shree                         |                                                    |
| 2002 | Mounam Pesiyadhe                | Gowtham                       |                                                    |
| 2003 | Kaakha Kaakha                   | ACP Anbuselvan                |                                                    |
| 2003 | Pithamagan                      | Sakthi                        |                                                    |
| 2004 | Perazhagan                      | Chinna/Karthik                |                                                    |
| 2004 | Aaytha Ezhuthu                  | Michael Vasanth               |                                                    |
| 2005 | Maayavi                         | Balaiah                       |                                                    |
| 2005 | Ghajini                         | Sanjay Ramaswamy/Manohar      |                                                    |
| 2005 | Aaru                            | Aarumugam                     |                                                    |
| 2006 | June R                          | Raja                          | gastoptreden                                       |
| 2006 | Sillunu Oru Kaadhal             | Gowtham                       |                                                    |
| 2007 | Vel                             | Vasudevan/Vetrivel            |                                                    |
| 2008 | Kuselan                         |                               | nummer "Cinema Cinema"                             |
| 2008 | Vaaranam Aayiram                | K Surya/Krishnan              |                                                    |
| 2009 | Ayan                            | Devaraj Velusamy              |                                                    |
| 2009 | Aadhavan                        | Madhavan Subramaniam          |                                                    |
| 2010 | Singam                          | Duraisingam                   |                                                    |
| 2010 | Rakta Charitra 2                | Yeturi Suryanarayana Reddy    | Telugu-Hindi film                                  |
| 2010 | Manmadan Ambu                   |                               | nummer "Oyyale"                                    |
| 2011 | Ko                              |                               | nummer "Aga Naga"                                  |
| 2011 | Avan Ivan                       |                               | gastoptreden                                       |
| 2011 | 7aum Arivu                      | Bodhidharma/Aravind           |                                                    |
| 2012 | Maattrraan                      | Akhilan/Vimalan               |                                                    |
| 2013 | Chennaiyil Oru Naal             |                               | gastoptreden                                       |
| 2013 | Singam 2                        | Duraisingam                   |                                                    |
| 2014 | Ninaithathu Yaaro               |                               | nummer "Kairegai"                                  |
| 2014 | Anjaan                          | Raju Bhai                     | zanger "Ek Do Theen Char"                          |
| 2015 | Massu Engira Masilamani         | Masilamani/Sakthivel          |                                                    |
| 2015 | Pasanga 2                       | Thamizh Nadan                 | ook producent                                      |
| 2015 | 36 Vayadhinile                  |                               | producent                                          |
| 2016 | 24                              | Athreya/Manikandan/Sethuraman | ook producent                                      |
| 2017 | Singam 3                        | Duraisingam                   |                                                    |
| 2017 | Magalir Mattum                  |                               | producent                                          |
| 2018 | Thaanaa Serndha Koottam         | Nachinarkiniyan/Uthaman       |                                                    |
| 2018 | Kadaikutty Singam               |                               | gastoptreden, ook producent                        |
| 2019 | Uriyadi 2                       |                               | producent                                          |
| 2019 | NGK                             | Nandha Gopalan Kumaran        |                                                    |
| 2019 | Kaappaan                        | Kathiravan                    |                                                    |
| 2019 | Jackpot                         |                               | producent                                          |
| 2020 | Soorarai Pottru                 | Nedumaaran Rajangam           | ook producent, zanger "Maara Theme"                |
| 2020 | Ponmagal Vandhal                |                               | producent                                          |
| 2021 | Navarasa                        | Kamal                         | Netflix webserie, verhaal Guitar Kambi Mele Nindru |
| 2021 | Raame Aandalum Raavane Aandalum |                               | producent                                          |
| 2021 | Udanpirappe                     |                               | producent                                          |
| 2021 | Jai Bhim                        | K. Chandru                    | ook producent                                      |
| 2022 | Etharkkum Thunindhavan          | Kannabiran                    |                                                    |
| 2022 | Vikram                          | Rolex                         | gastoptreden                                       |
| 2022 | Rocketry: The Nambi Effect      | zichzelf                      | gastoptreden                                       |
| 2022 | Oh My Dog                       |                               | producent                                          |
| 2022 | Viruman                         |                               | producent                                          |
| 2024 | Sarfira                         | zakenman                      | cameo, ook producent                               |
| 2024 | Meiyazhagan                     |                               | producent                                          |
| 2024 | Kanguva                         | Kanguva/ Francis Theodore     |                                                    |
| 2025 | Retro                           | Paarivel Kannan/ Jada Muni    | ook producent                                      |